# 1631 w literaturze
Wydarzenia literackie w 1631 roku.

## Nowe książki
- polskie
- zagraniczne

## Urodzili się
- John Dryden, angielski poeta i dramaturg